# Sin límites (telenovela de 2000)
Sin límites es una telenovela juvenil ecuatoriana creada por Mónica Carriel, producida por Roxana Varas, dirigida por Carl West en su primera etapa y Nitsy Grau en su etapa final, fue emitida por Ecuavisa estrenada el 28 de junio de 2000 y finalizada el 6 de enero de 2001. Es una adaptación de la telenovela colombiana del mismo nombre producida por Caracol Televisión en 1998.
La novela narra la historia de un grupo de jóvenes que estudian en un colegio de clase acomodada. El amor entre la joven rebelde Meche y su profesor son los principales ingredientes de esta producción protagonizada por María Teresa Guerrero y Ricardo Briones, con las participaciones antagónicas de Antonio Aguirre, Jennifer Graham, Geovanni Guzmán, Juan Carlos Román y Marcelo Gálvez. Cuenta además con las actuaciones estelares de Erika Vélez, Paola Roldán, Carlos Luis Andrade y Jaime Arellano.

## Elenco
- María Teresa Guerrero[2] - María Mercedes Duarte "Meche / Mechas"
- Ricardo Briones - Profesor Antonio Rendón
- Antonio Aguirre - Don Gabriel
- Erika Vélez - Isabella Beber
- Paola Roldán - Alejandra
- Jennifer Graham[3] - Luz María
- Geovanni Guzmán - Arturo Santos
- Carlos Luis Andrade - Carlos "Charly" Enrique Concha
- Jaime Arellano - Gustavo Espinel
- Juan Carlos Román - Zamorano
- Marcelo Gálvez - Rafael "El Inspector"
- Miguel Ángel Albornoz - Prof. Rigoberto
- Carlos Martínez - Joaquín Duarte
- Lissy Angelelli - Ximena de Duarte
- Sandra Sandoval - Diana
- Fernando Gálvez - Felipe
- Bernarda Calvo
- Aída Álvarez
- Elvira Carbo
- Christian Norris
- Jéssica Bermúdez[4]
- Erwin Hervás
- Hernán Egüez
- Bárbara Najas

## Premios y nominaciones

### Premios ITV
| Categoría                | Nominados           | Resultado |
| ------------------------ | ------------------- | --------- |
| Mejor programa dramático | Sin límites         | Nominado  |
| Mejor actor dramático    | Carlos Luis Andrade | Nominado  |

## Versiones
- Sin límites es una adaptación de la telenovela colombiana "Sin límites", producida por Caracol Televisión en 1998 y protagonizada por Marcela Mar y Marlon Moreno.